# Csanádi vasúti Maros-híd
A csanádi vasúti Maros-híd egykori vasúti híd a Maros folyón Magyarország és Románia határán Magyarcsanád és Nagycsanád (Cenad) között.

## Fekvése
A Maros határfolyó felett ívelt át. Magyarországon Csongrád-Csanád vármegyében, a Makói járásában, Romániában Temes megyében helyezkedett el.

## Története
A Hódmezővásárhely−Makó−Nagyszentmiklósi HÉV 1903. december 21-én adta át Apátfalva−Nagyszentmiklós vonalát. Magyarcsanád megálló-rakodóhely és Őscsanád állomás között egy 8 és egy 45 méter hosszú ártéri híd, a 404/407 szelvényekben egy háromnyílású Maros-híd, a bal parton pedig egy további 50 méteres ártéri híd épült. A mederhidat Kossalka János tervezte; építése 1902 tavaszán indult, a terhelési próbára pedig 1903. szeptember 10-én került sor.
1920-ban, a trianoni békeszerződés folyományaként a Maros határfolyó lett Magyarország és Románia között, a határ a híd közepén húzódott, és a forgalom is megszűnt. A bal parti ártéri hidat és a mederhíd bal part felé eső hídszerkezetét a CFR 1925 körül kiemelte és elszállította. A híd megmaradt részeinek utolsó mázolására 1932-ben került sor. 1944-ben a híd középső tagja még állt, de 1945 október−december között az ártéri hídszerkezetet elszállították a szentes–csongrádi Tisza-híd pótlásához, a mederhíd két megmaradt tagjának felépítményét pedig leszedték, a hídfákat az algyői Tisza-hídnál felhasználva. Ezek szerkezetét 1956-ban emelték ki és szállították el; egyikük Sajóecsegen a Sajóecseg–Tornanádaska-vasútvonal Sajó-hídjaként szolgál.
Moldova György az 1977-ben megjelent Akit a mozdony füstje megcsapott… című könyvében a szentes–csongrádi Tisza-hidat így említi:
| „ A Szentes–Csongrád közti Tisza-hídra apró kőkockás út visz fel, magát a hidat fazsindelyek borítják, a szerkezet olyan gyönge, hogy nehezebb burkolatot nem bírna el, még 1902-es szerkezetdarabok is akadnak benne, a háború után kerültek ide Magyarcsanádról.” |

A két hídpillér még 2017-ben is áll. A vasútvonal működő romániai része a Temesvár–Nagycsanád-vasútvonal.

## Jellemzők
A Maros-híd alsópályás, félparabola ívű, rácsos vashíd volt, 60+70+60 méteres nyílásokkal. Acélszerkezetét a MÁV Gépgyár gyártotta.